# Pătruțești, Alba
Pătruțești este un sat în comuna Avram Iancu din județul Alba, Transilvania, România.